# Mirza Delibašić
Mirza "Kindje" Delibašić, född 9 januari 1954 i Tuzla, dåvarande Jugoslavien, död 8 december 2001, var en jugoslavisk basketspelare som tog OS-guld 1980 i Moskva. Detta var Jugoslaviens första guld i herrbasket vid olympiska sommarspelen. Han var även med då Jugoslavien tog OS-silver 1976 i Montréal. Han spelade bland annat för Real Madrid Baloncesto.